# سهيل حضار
سُهَيْل حَضَارِ (كلمة "حَضَارِ" هنا اسم مبني على الكسر) أو تالي السرير أو زيتا الكوثل في الفلك هو نجم أزرق فائق العملقة، وهو ألمع نجم في كوكبة الكوثل. ينتمي النجم سهيل حضار إلى الفئة الطيفية O5Ia. يبعد عن الأرض نحو 1.100 سنة ضوئية.
يبلغ تألق سهيل 2 قدر ظاهري، وكان سهيل حضار أهم نجم عند قدماء المصريين ويسمى Naos في كوكبة «نجوم الماء».

## خصائصه
- الكتلة= 40 - 60 كتلة شمسية[11]
- بعده عن الأرض: 1.100 سنة ضوئية
- فئة الطيف:O5 Iaf
- قدر مطلق: −5.96
- نصف القطر : 17 نصف قطر شمسي[11]
- إضاءة (بولومتري): 360,000 إضاءة شمسية[11]
- درجة حرارة السطح =39,000 كلفن
- معدنية (فلك): ?
- دورانه : 211 كيلومتر في الثانية (4.8 أيام)
- العمر =4 × 106 سنة
- ينتمي إلى كوكبة: الكوثل (كوكبة) في مجرة درب التبانة

## صفاته

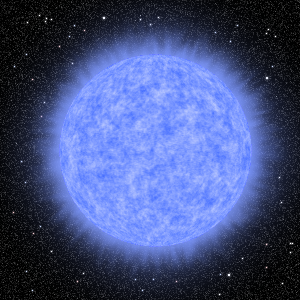
رسم فني للنجم الفائق العملقة سهيل حضار.

يعتبر النجم سهيل حضار من أشد النجوم حرارة، وهو أحد النجوم الفائقة الكبر التي يمكن رؤيتها بالعين المجردة وهو من تصنيف نجم النسق الأساسي من النوع O. تبلغ درجة حرارة سطحه 42.000 كلفن.
أي تزيد درجة حرارة سطحه عن سبعة مرات درجة حرارة سطح الشمس. كما تبلغ كتلته 40 مرة أكبر من كتلة الشمس.
يعتبر سهيل حضار نجمًا أزرق فائق العملقة وهو واحد من ألمع نجوم مجرة درب التبانة من وجهة قدره المطلق. وظاهريا يبدو سهيل حضار 21.000 مرة أشد إضاءة من الشمس ونظرا للونه الأزرق فيرجع ذلك إلى إن معظم اصداراته من الأشعة الكهرومغناطيسية تكون في نطاق طيف الأشعة فوق البنفسجية، وعند اعتبار ذلك فتبلغ إضاءته نحو 360.000 أشد من إضاءة الشمس.
ولا تكون النجوم الزرقاء كبيرة جدا ومن ضمنها أيضا سهيل حضار الذي تبلغ قطره نحو 11 كتلة شمسية فقط.
أما النجوم الحمراء الفائقة العملقة مثل منكب الجوزاء والراقص التابع لكوكبة قيفاوس فهما أضخم النجوم.
وإذا افترضنا أن وضعنا سيهيل حضار في موقع الشعرى اليمانية، فقد يشع سهيل حضار الأرض بقدر ظاهري -9 (أي نحو ربع تألق القمر). أما إذا وضع مكان الشمس أي على بعد 1 فرسخ فلكي لكان يصيب الأرض بحرارة تصل إلى 6000 كلفن ولتسبب في تبخر جزءا منها في شكل ذيل مماثلة للمذنبات. ولظهر للارض بقطر أكبر 20 مرة من قطر الشمس ولكان إضاءته أشد 20.000 مرة من إضاءة الشمس بلون أزرق في أبيض.
ولوصل قدره الظاهري -37.5 حتى أن الضوء الغير مباشر منه لكان يعمي الإنسان خلال ثوان حتى لو استعان بنظارة اللحام. ولكي يبدو سهيل حضار بمقدار معادل للقدر الظاهري للشمس المقدر ب -26.8 لكوكب وتكون درجة حرارته على الكوكب مشابهة للحرارة الشمس على الأرض لكان للكوكب إلا أن يكون على بعد 450 فرسخ فلكي من سهيل حضار، أو لكان بعد الكوكب عن سهيل حضار نحو 11 مرة من بعد بلوتو عن الشمس. وعلى ذلك فلا يمكن لسهيل حضار أن يمتلك كوكبا مثل الأرض على بعد 1 فرسخ فلكي.
يعتبر النجم سهيل حضار نجمًا نموذجيًا من تصنيف نجم النسق الأساسي من النوع O، ويتميز برياح نجمية بالغة الشدة مما حاز انتباه العلماء في العقود القليلة الماضية. وتقدر سرعة رياحه النجمية نحو 2300 كيلومتر في الثانية، مما يتسبب في فقد النجم ما يبلغ 1 / مليون من مادته كل عام، أو أكثر من 10 ملايين مرة مما تفقده الشمس سنويا. وتبدو تلك الإصدارات شديدة في نطاق الضوء الغير مرئي وفي نطاق الموجات الراديوية والأشعة السينية، وهي تمثل مجالا واسعا للبحث العلمي.
في عام 1896 رصد عالم الفلك إدوارد بيكرينج خطوط طيف غريبة آتية من سهيل حضار، ولكنها كانت تتطابق مع صيغة ريدبرغ إذا استخدمت فيها أنصاف أعداد كاملة بدلا من أعداد كاملة. وبعد الفحص والدراسة اتضح أن تلك الخطوط الطيفية تختص بعنصر الهيليوم وأيونات الهيليوم.

## مصيره
سوف يبرد سهيل حضار خلال عدة مئات آلاف السنين ويتطور إلى نجم أحمر فائق العملقة، وسوف يمر عبر التصنيفات الطيفية B وA وF وG وK وM على التوالي أثناء انخفاض حرارته. وعنما يحدث ذلك فسيكون معظم إصدارات النجم في نطاق الضوء المرئي وسوف يبدو سهيل حضار للأرض كأحد ألمع نجوم السماء.
ومن المتوقع أن سهيل حضار سوف يصل بعد نحو مليوني سنة إلى التصنيف M5 نجمًا أحمر فائق العملقة يزيد حجمه عن فلك الأرض حول الشمس، وربما ينفجر عي هيئة مستعر أعظم. عندئذ سوف يبدو أشد تألقا من البدر، وقد ينهار على نفسه ويتقلص مكونا ثقبا أسودا. وإذا حدث ذلك فإن المادة المنهارة من المستعر الأعظم على الثقب الأسود سوف تكوّن قرصا دوارا شديدا حوله وتصدر أشعة غاما من قطبيه.